# Browning M1917
Browning M1917 är en kulspruta som utvecklades av vapenkonstruktören John Browning. Kulsprutan var bandmatad och vattenkyld och användes av USA:s krigsmakt i första och andra världskriget, Koreakriget och i viss begränsad utsträckning i Vietnamkriget. Kulsprutan antogs även av en mängd andra länder, däribland Sverige där den antogs under namnet Kulspruta m/36.

## Externa länkar

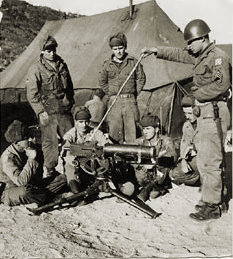
M1917 under Koreakriget